# Bulharsko na Letních olympijských hrách 1956
Bulharsko na Letních olympijských hrách 1956 v Melbourne reprezentovalo 44 sportovců, z toho 41 mužů a 3 žen. Nejmladší účastnicí byla Viktor Radev (20 let, 4 dny), nejstarším účastníkem pak Stefan Božkov (33 let, 65 dní). Reprezentanti vybojovali 5 medailí, z toho 1 zlatou, 3 stříbrné a 1 bronzovou.

## Medailisté
| Medaile | Jméno | Sport         | Disciplína                 |
| ------- | --- | ------------- | -------------------------- |
| Zlato   | Nikola Stančev | Zápas         | Muži volný styl do 79 kg   |
| Stříbro | Dimitar Dobrev | Zápas         | Muži řecko-římský do 79 kg |
| Stříbro | Jusein Mechmedov | Zápas         | Muži volný styl nad 87 kg  |
| Stříbro | Petko Sirakov | Zápas         | Muži řecko-římský do 87 kg |
| Bronz   | Stefan Božkov Todor Diev Georgi Dimitrov Milčo Goranov Ivan Kolev Nikola Kovačev Manol Manolov Dimitar Milanov Geogi Najdenov Panajot Panajotov Kiril Rakarov Gavril Stojanov Krum Janev Josif Josifov | Družstvo mužů | Kopaná                     |